# Геонозис
Геонозис (енгл. Geonosis) је измишљена планета из Звезданих ратова — епизоде II: Напад клонова.
То је матична планета Геонозијанаца, један од светова који су основали Конфедерацију Независних Система и један од њених првих матичних светова, а и поприште битке за Геонозис. Кошницом Сталгасин, највећом геонозијском кошницом, владао је Погл Мањи, геонозијски надвојвода, све до своје смрти на крају Ратова клонова. Огромна прва битка ових ратова се такође одиграла на овој планети.

## Спољашњи обод
Планета се налазила на мање од једног парсека од Татуина. Она је по много чему била слична Татуину, рецимо по томе да је то био стеновит, пустињски свет. Једна значајна разлика је у томе што је планета имала велике и густе прстенове у орбити. Када је Оби-Ван Кеноби јурио Џанга Фета он је отишао у прстенове да би побегао Кенобију међу стењем од којег је појас био сачињен.

## Извоз и архитектура
На Геонозису се налазило неколико постројења за конструкцију дроида, која су израђивала бледоцрвене борбене дроиде до битке за Геонозис. Поред тога, он је био прва планета која је створила Супер борбене дроиде, моћније наследнике борбеног дроида.
Добар део архитектуре планете се састоји од купола и зграда усечених у пећине и камените куле, који личе на термитске хумке.
Најопаснија створења су масифи, гуштери слични псу који изгледа да, у свакој књизи у којој се помињу, имају склоност да падају са литица. Поред ових, Геонозијанци држе велика створења у заточеништву да би их користили у својим аренама. Примери овога укључују еклеје, рикове и нексуе.

## Звезда Смрти
Управо су на Геонозису развијани планови за апсолутно оружје Сита, Звезду Смрти. Након пораза сепаратиста у бици за Геонозис − првој бици Ратова клонова − Дарт Тиранус је побегао са овим плановима на Корусант, где су они могли да буду чувани на сигурном. Планету је тада окупирала Република.

## Рад робова
Током владавине Галактичке Империје, Геонозијанци су искоришћавани као робовска радна снага, због чега су у Галактичком грађанском рату они стали на страну Побуњеничке Алијансе.